# 佐多稲子
佐多 稲子 - 窪川 稲子（さた いねこ - くぼかわ いねこ、1904年（明治37年）6月1日 - 1998年（平成10年）10月12日）は、日本の小説家である。職を転々としたのち、プロレタリア作家として出発し、日本共産党への入党と除名、窪川鶴次郎との離婚などを経て、戦後も長く活躍した。左翼運動や夫婦関係の中での苦悩を描く自伝的な作品が多い。

## 生涯

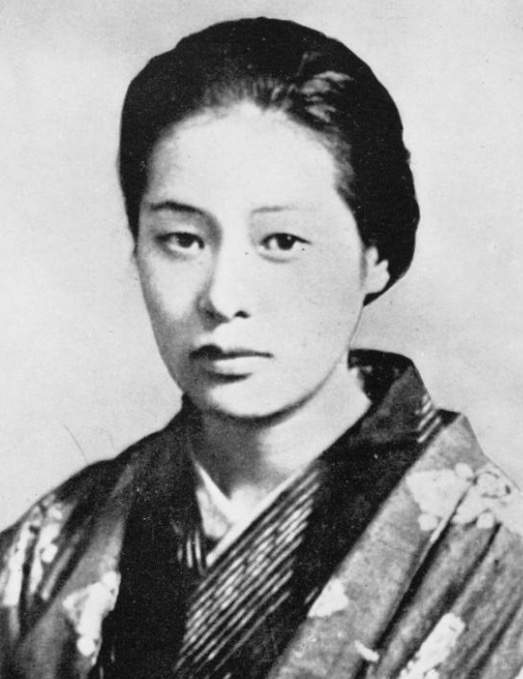
1929年

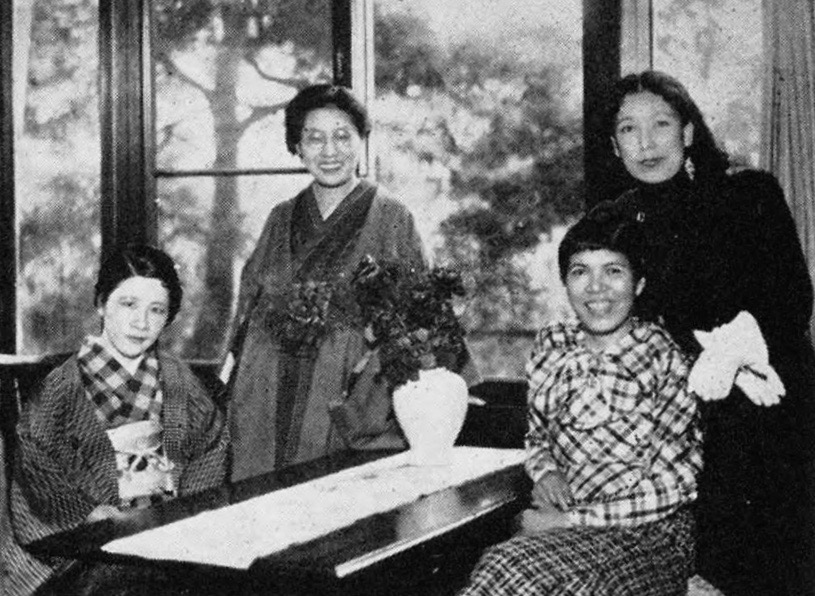
左から林芙美子、佐多稲子、吉屋信子、宇野千代。1935年11月撮影。

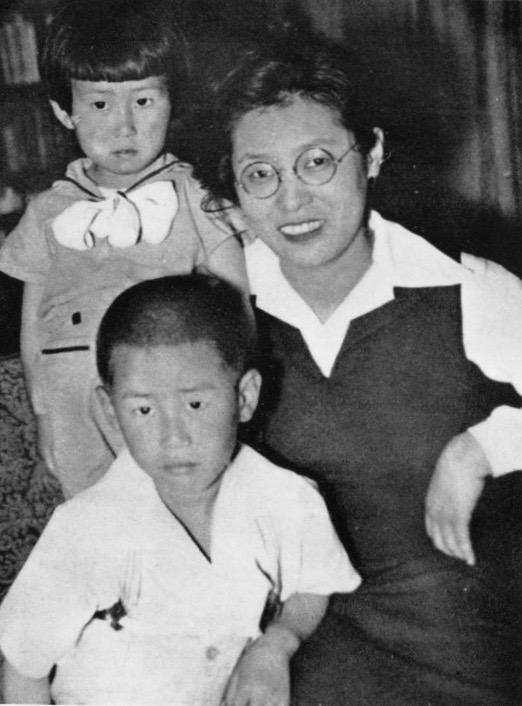
長男の窪川健造、次女の佐多達枝とともに（1936年）

1904年に長崎市に生まれる。出生当時、両親はいずれも学生で十代だったため、戸籍上は複雑な経過をたどっていた。母親を結核で亡くし、小学校修了前に一家で上京、稲子は神田のキャラメル工場に勤務する。このときの経験がのちに『キャラメル工場から』という作品にまとめられ、彼女の出世作となる。上野不忍池の料理屋「清凌亭」の女中になり、芥川龍之介や菊池寛など著名な作家たちと知り合いになる。その後丸善の店員になり、資産家の当主で慶應大学の学生であった
小堀槐三との縁談があり結婚するが、若くして当主となり兄弟間の係争が絶えなかった夫は稲子にも病的な猜疑心を向けるようになり、夫婦ともに精神的に追い詰められた結果二人で自殺を図る。未遂で終わったがその後離婚し、小堀との子である長女葉子を生んで一人で育てる。
最初の結婚に失敗したあと、東京本郷のカフェーにつとめ、雑誌『驢馬』同人の、中野重治・堀辰雄たちと知り合い、創作活動をはじめる。1926年、『驢馬』同人の1人で貯金局に勤めていた窪川鶴次郎と結婚する。そのため、最初は窪川稲子の名で作品を発表した。1928年、『キャラメル工場から』を発表し、プロレタリア文学の新しい作家として認められる。1929年にはカフェの女給経験を綴った『レストラン・洛陽』を発表し、川端康成に激賞された。『レストラン・洛陽』の同僚女給「夏江」は伊藤初代がモデルだったが、川端はその奇遇を知らずに選評していた。雑誌『働く婦人』の編集にも携わり、創作活動と文化普及の運動ともに貢献した。1932年には非合法であった日本共産党に入党している。同年、日本プロレタリア文化連盟（コップ）への弾圧により夫の窪川が逮捕、翌年保釈されたが、1935年にはコップ発行の『働く婦人』の編集発行人であった佐多が逮捕、留置所の中で小説を書き続けた。
プロレタリア文学運動が弾圧により停滞した時代には、夫・窪川の田村俊子との不倫もあって、夫婦関係のありかたを見つめた『くれなゐ』（1936年）を執筆し、長編作家としての力量を示した。しかし、戦争の激化とともに、権力との対抗の姿勢をつらぬくことが困難になり、時流に流されていくようになる。戦場への慰問にも加わり、時流に妥協した作品も執筆した。

### 戦後

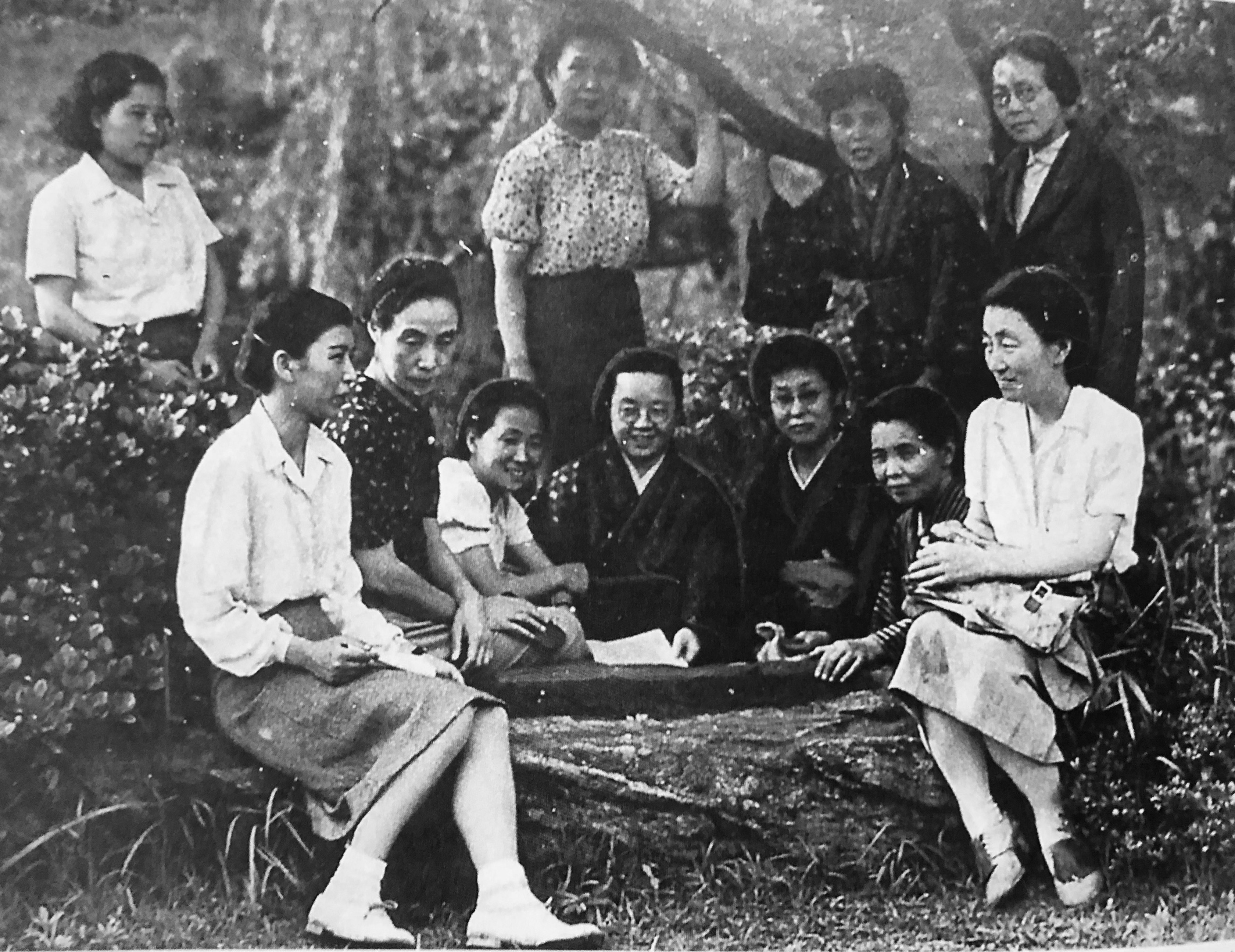
婦人民主クラブの中心メンバー（1946年撮影）。前列左から一人おいて、加藤シヅエ、厚木たか、宮本百合子、佐多稲子、櫛田ふき、羽仁説子。後列左から一人おいて、関鑑子、藤川幸子、山室民子。

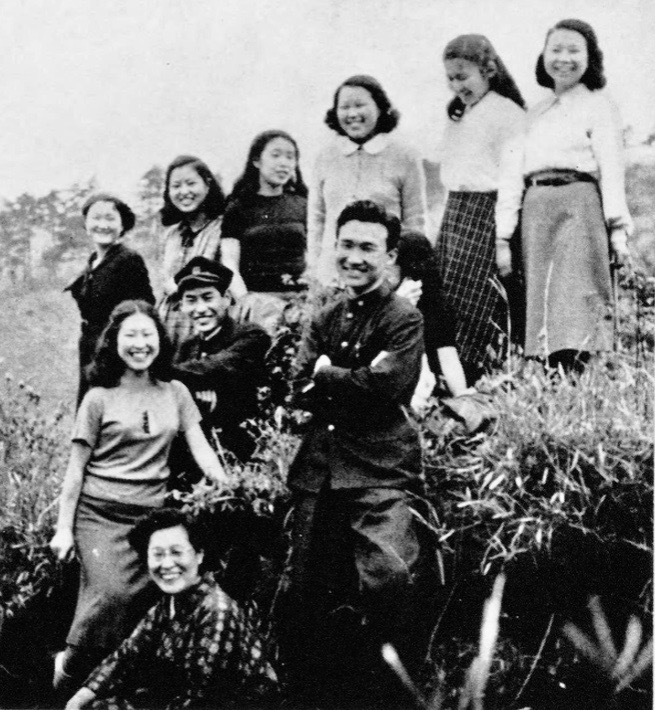
佐多、長男の窪川健造、次女の佐多達枝。「北多摩文学」のメンバーとともに。1950年撮影。

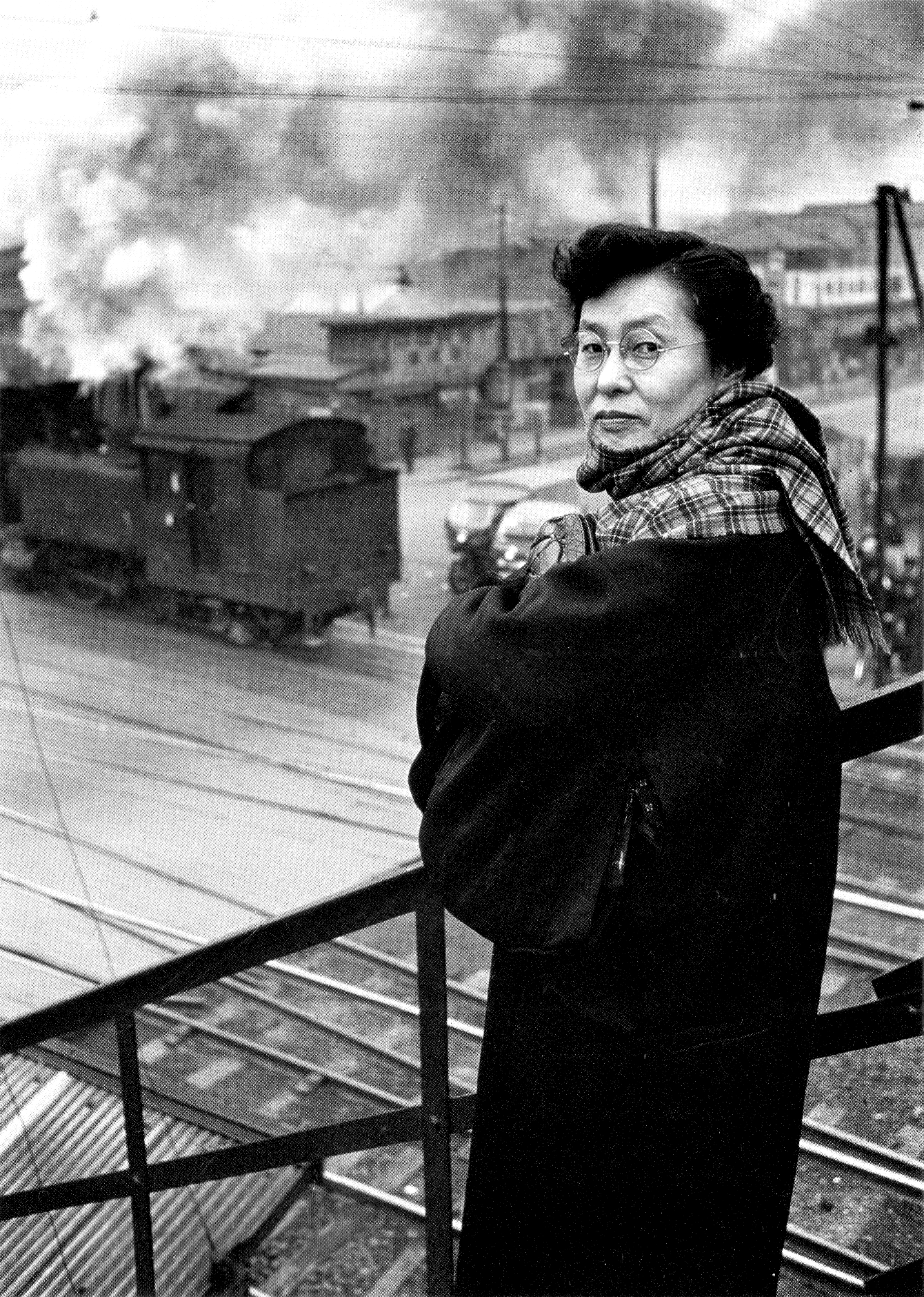
1954年、土門拳撮影

1945年5月、窪川と離婚。秋頃から筆名を佐多稲子とする。戦時中の行動が問われて新日本文学会の創立時に発起人にはならなかったが、当初より活躍した。
同年11月、佐多、羽仁説子、加藤シヅエ、宮本百合子、山本杉、赤松常子、松岡洋子、山室民子の8人が呼びかけ人となり、婦人団体結成に向けた運動を開始。佐多は綱領を起草した。準備会が重ねられ、1946年3月16日、「婦人民主クラブ」の創立大会が神田共立講堂で行われた。初代委員長には松岡が就いた。
戦後の民主化運動に貢献するも、戦後50年問題、日ソ共産党の関係悪化など日本共産党との関係には苦しみ、とりわけ部分的核実験禁止条約を巡っては、批准に反対していた同党に対し、野間宏らと批判を繰り返していたことから、最終的には除名されるにいたった。佐多の作品には、戦前の経験や活動を描いた『私の東京地図』（1946年）、『歯車』（1958年）があるが、『夜の記憶』（1955年）、『渓流』（1963年）、『塑像』（1966年）など、そうした戦後の共産党とのいきさつを体験に即して描いた作品も多い。
自身の体験に取材した作品以外にも、戦後の女性をめぐるさまざまな問題を作品として描いたものも多く、それらは婦人雑誌や週刊誌などに連載され、映画やテレビドラマになったものもある。
社会的な活動にも積極的に参加し、松川事件の被告の救援に活躍もした。1967年3月、日本社会党の関連団体の財団法人社会新報は翌月の東京都知事選挙に向けて『わが愛する東京―革新都政に期待する』を出版。吉永小百合、淡谷のり子ら著名人27人がそれぞれ都政に対する思いを綴る中で、佐多は明確に美濃部亮吉支持を表明した。
1970年、婦人民主クラブが主流派・反主流派に分裂。除名された反主流派は「婦人民主クラブ再建連絡会」を結成し、主流派は名前を変えずに活動を継続。同年6月、佐多は主流派の婦人民主クラブ（現・ふぇみん婦人民主クラブ）の委員長に就任した。
1985年、樋口一葉の『たけくらべ』の結末で美登利が変貌するのを、初潮が来たからだとする従来の定説に対して、娼婦としての水揚げがあったのではないかと書き、「たけくらべ」論争を引き起こした。現在では一般的に両論併記となっている。なお、この説はすでに窪川鶴次郎も、『東京の散歩道』（1964年、現代教養文庫）で述べていた。
晩年は文学的社会的活動から身を退いて特養ホームで暮らし、1998年、敗血症のため死去。

## 家族
- 父・田島正文 ‐ 佐賀の県立中学在学中に18歳で稲子の父となる。三菱重工業長崎造船所で働いたが、1915年に夜逃げ同然で上京、定職がなく困窮し、1917年に兵庫県相生市に転居、翌年稲子を呼び寄せ、1919年再婚[13][14]。
- 母・高柳ユキ ‐ 佐賀県立高等女学校在学中の15歳で稲子出産。二児を儲け1906年に正文と入籍するも1911年に肺結核で死去[13]。
- 叔父・佐田秀実 ‐ 正文の弟。25歳で早世。早稲田大学法科に学び、芸術座 (劇団)にも属した芸術肌の青年で、稲子に影響を与えた。佐多稲子の佐多はこの叔父の姓より取ったもの[13]。
- 夫・小堀槐三 ‐ 地主・小堀干の三男で嗣子。慶應義塾大学在学中の1924年に結婚。資産家だが借金もあり、自身の姉の夫と稲子との関係を疑い、稲子を虐待、1925年に夫婦で心中未遂し離婚。のち保阪潤治の娘と再婚。叔父の岳父に兵頭正懿[15][16][17]。
- 夫・窪川鶴次郎
- 長女・湊葉子 ‐ 小堀との子
- 長男・窪川健造 ‐ 映画監督
- 二女・佐多達枝 ‐ 戦後を代表する振付家の一人
- 姪・田島和子 ‐ 女優。稲子の実弟・田島正人の娘[18]。

## 他作家との交流

### 芥川龍之介
上野「清凌亭」に勤めていた十代のころ、客として現れた芥川を見て、女中仲間に「芥川龍之介だ」と言ったところ、その女中が芥川に「お客さんを知っている者がいる」と話し、個人的な知り合いかと勘違いした芥川が席に呼んだのがきっかけで、顔見知りとなった。芥川は佐多を「お稲さん」と呼んで贔屓にしていた。佐多は粋な縞銘仙に黒襟姿で立ち働くきゃしゃな娘で、仲間うちからは、芥川は佐多に好意を持っているようだと見られていた、芥川が亡くなる4日前には芥川から連絡があって自殺者の心理を聞かれたという。

### 中野重治
稲子は当初自発的に執筆活動を始めたのではなかったが、彼女が幼い頃の労働体験を書いた随筆を読んだ中野が小説に仕上げるよう夫の窪川を通じて求め完成した作品が『キャラメル工場から』である。中野は「『くれない』の作者に事よせて」において「一人の女窪川稲子を見つけたのは窪川鶴次郎であるが、そのなかにすぐれた小説家を見だしたのは私であった」と書いている。その後生涯を通じて中野は稲子の盟友であり続けた。中野の逝去後に稲子が執筆した回想録が『夏の栞』である

### 壺井栄
1929年、雑誌『戦旗』での執筆が縁で、同誌に仕事を持っていた壺井繁治と、その妻栄の夫妻と親交を持つようになる。のちに栄は生活苦もあって雑誌社の懸賞に応募するようになっていくが、その折に彼女の作風を見た稲子は、その素質をプロレタリア文学ではなく娯楽小説、特に児童文学（童話）に向いたものであると気付き、栄に坪田譲治作品を読む事を勧めて童話や一般小説を執筆するように説いた。これによって壺井栄が執筆したのが、彼女の後の商業デビュー作となる「大根の葉」であり、以降、栄は稲子の予見した通り児童文学作家として活躍し、のちに映画化もされた『二十四の瞳』を執筆する。

## 受賞歴
- 1962年、『女の宿』により第2回女流文学賞受賞
- 1972年、『樹影』により第25回野間文芸賞受賞
- 1976年、『時に佇（た）つ（十一）』により第3回川端康成文学賞受賞
- 1983年、『夏の栞』により第25回毎日芸術賞受賞
- 1983年、長年の作家活動による現代文学への貢献により朝日賞受賞[23]
- 1986年、『月の宴』により第37回読売文学賞（随筆・紀行賞）受賞

## 著書
- 『くれなゐ』（中央公論社→新潮文庫、角川文庫、1938年）※窪川稲子名義
- 『女性の言葉』（高山書院、1940年）※窪川稲子名義
- 『素足の娘』（新潮社→角川文庫、新潮文庫、1940年）※窪川稲子名義
- 『女三人』（時代社、1940年）※窪川稲子名義
- 『美しい人たち』（金星堂、1940年）※窪川稲子名義
- 『樹々新緑』（新潮社→旺文社文庫、1940年）
- 『日々の伴侶』（時代社、1941年）
- 『季節の随筆』（万里閣、1941年）
- 『心通はむ』（学芸社、1941年）
- 『扉』（甲鳥書林、1941年）
- 『夢多き誇』（学芸社、1941年）
- 『香に匂ふ』（昭森社、1942年）
- 『女性と文学』（実業之日本社、1943年）
- 女流作家叢書『気づかざりき』（全国書房、1943年）
- 『若き妻たち』（葛城書店、1944年）
- 『牡丹のある家』（あづみ書房、1946年）
- 『キャラメル工場から』（新興出版社→角川文庫、1946年）
- 『たたずまひ』（万里閣、1946年）
- 『旅情』（飛鳥書店、1947年）
- 『私の長崎地図』（五月書房→講談社文芸文庫、1948年）
- 『四季の車』（労働文化社、1948年）
- 『私の東京地図』（新日本文学会→講談社文庫、講談社文芸文庫、1949年）
- 『開かれた扉』（八雲書店、1949年）
- 『黄色い煙』（筑摩書房、1954年）
- 『燃ゆる限り』（筑摩書房、1955年）
- 『子供の眼』（角川小説新書→角川文庫、1955年）
- 『夜の記憶』（河出新書、1955年）
- 『機械のなかの青春』（角川小説新書、1955年）
- 『みどりの並木路』（新評論社、1955年）
- 『燃ゆる限り』（筑摩書房、1955年）
- 『いとしい恋人たち』（文藝春秋新社→角川文庫、1956年）
- 『智恵の輪』（現代社、1956年）
- 『舵をわが手に』（東方社、1956年）
- 『夜を背に昼をおもてに』（東方社、1956年）
- 『風と青春』（角川小説新書、1956年）
- 『心の棚』（現代社、1956年）
- 『ある女の戸籍』（東方社、1956年）
- 『女の一生』（酒井書店、1956年）
- 『樹々のさやぎ』（東方社、1957年）
- 『罪つくり』（現代社、1957年）
- 『体の中を風が吹く』（大日本雄弁会講談社→角川文庫、新潮文庫、1957年）
- 『人形と笛』（パトリア→旺文社文庫、1957年）
- 『佐多稲子作品集』全15巻（筑摩書房、1958年 - 1959年）
- 『愛とおそれと』（大日本雄弁会講談社→講談社文庫、1958年）
- 『歯車』（筑摩書房→角川文庫、旺文社文庫、1959年）
- 『ばあんばあん』（新創社、1959年）
- 『働く女性の生きかた』（知性社、1959年）
- 『灰色の午後』（講談社→講談社文芸文庫、1960年）
- 『振りむいたあなた』（講談社→角川文庫、1961年）
- 『一つ屋根の下』（中央公論社、1962年）
- 『夜と昼と』（角川書店、1962年）
- 『女の宿』（講談社→旺文社文庫、講談社文芸文庫、1963年）
- 『あねといもうと』（東方社、1963年）
- 『女茶わん』（三月書房、1963年）
- 『渓流』（講談社→講談社文庫、1964年）
- 『生きるということ』（文藝春秋新社、1965年）
- 『女たち』（講談社、1965年）
- 『女の道づれ』（講談社、1966年）
- 『塑像』（講談社、1966年）
- 『風になじんだ歌』（新潮社、1967年）
- 『あとに生きる者へ わが心の祈りをこめて』（青春出版社、1969年）
- 『ひとり歩き』（三月書房、1969年）
- 『哀れ』（新潮社、1969年）
- 『重き流れに』（講談社→講談社文庫（2冊に分冊）、1970年）
- 『樹影』（講談社→講談社文庫、講談社文芸文庫、1972年）
- 『ひとり旅ふたり旅』（北洋社、1973年）
- 『ふと聞えた言葉』（講談社、1974年）
- 『時に佇つ』（河出書房新社→河出文庫、講談社文芸文庫、1976年）
- 『お水取り』（平凡社カラー新書、1977年）共著：清水公照
- 『佐多稲子全集』全18巻（講談社、1977年 - 1979年）
- 『由縁の子』（新潮社、1978年）
- 『きのうの虹』（毎日新聞社、1978年）
- 『ひとり旅ふたり旅』（北洋社、1978年）
- 『遠く近く』（筑摩書房、1979年）
- 『時と人と私のこと』（講談社、1979年）
- 『年々の手応え』（講談社、1981年）
- 『夏の栞 中野重治をおくる』（新潮社→新潮文庫、講談社文芸文庫、1983年）
- 『年譜の行間』（中央公論社→中公文庫、1983年）
- 『出会った縁』（講談社、1984年）
- 『月の宴』（講談社→講談社文芸文庫、1985年）
- 『小さい山と椿の花』（講談社、1987年）
- 『思うどち』（講談社、1989年）
- 『あとや先き』（中央公論社→中公文庫、1993年）
- 『白と紫 佐多稲子自選短篇集』（学芸書林、1994年）
- 『キャラメル工場から─佐多稲子傑作短篇集』（ちくま文庫、2024年） 佐久間文子 編

## 関連図書
- 長谷川啓『佐多稲子論』（オリジン出版センター、1992年）ISBN 4-7564-0162-7
- 北川秋雄『佐多稲子研究』（双文社出版、1993年）ISBN 4-88164-348-7
- 小林裕子、長谷川啓編『佐多稲子と戦後日本』（七つ森書館、2005年）
- 杉山直樹『血をわたる』自由国民社、2011年発行、ISBN 978-4-426-10888-5
- 佐多稲子研究会 編『佐多稲子文学アルバム 凛として立つ』菁柿堂、2013年8月23日。ISBN 978-4434182747。